# Peter Perring Thoms
Peter Perring Thoms (?–1851) brit nyomdász, sinológus.

## Élete, munkássága

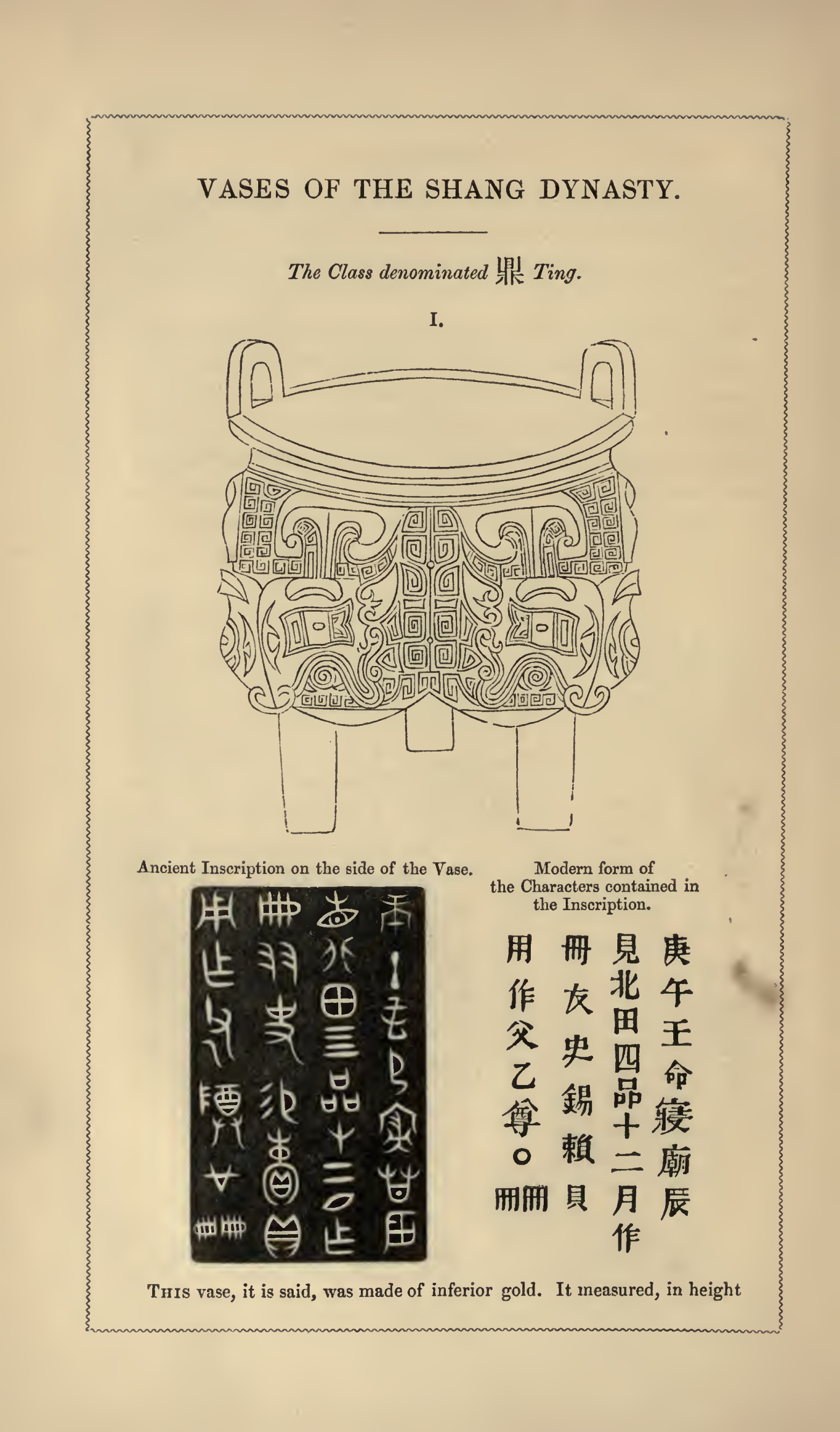
Thoms Sang-kori rituális bronzedényről írt tanulmányának egyik oldala (1835)

A nyomdász Thoms 1814. szeptember 2-án érkezett Makaóra a Kelet-indiai Társaság költségén magával hozott európai nyomdagéppel. Azzal a feladattal bízták meg, hogy segítsen Robert Morrison kínai szótárának kinyomtatásában. A feladat elvégzéséhez Thoms kínai nyomdászokat alkalmazott, akik számára elkészítették a kínai írásjegyek ón nyomóelemeit. A háromkötetes szótár nyomtatását 1815-ben kezdte el, s az utolsó kötettel 1822-ben készült el. A munkát nagyrészt egyedül végezte, még a korrektúrát is ő ellenőrizte, mivel a kínai segédei nem tudtak angolul. Munkájáért évente 1250 dollár (300 £) fizetést kapott a Kelet-indiai Társaságtól. Nyomdája 1856-ban a tűz martaléka lett.
Kínában tartózkodása idején Thoms különösen érdekelni kezdték az ókori bronzedények. Egy könyvön is elkezdett dolgozni, amely az edénytípusok fejlődését, és az azon olvasható feliratok elemzését tartalmazta volna. Morrison szótárának kinyomtatása után azonban, 1825 márciusában haza kellett térnie Londonba, így „a művelt bennszülöttek segítsége nélkül” kutatásait nem tudta folytatni. Az 1830-as években saját nyomdát nyitott Londonban, a Warwick Square 12-ben. A bronzedények iránti szenvedélyéből csak egy rövid tanulmányban ölthetett testet, amely 1835 januárjában jelent meg a Journal of the Royal Asiatic Society of Great Britain and Ireland című szakfolyóiratban. A cikk megírásához egy bizonyos kantoni illetőségű A-lae volt a segítségére, akivel Már Londonban találkozott. A kínai férfiú ugyanis a rendelkezésére bocsátotta a 16 kötetes fametszetekkel illusztrált Po-ku tu (博古圖) című könyvet. Ezt a kínai könyvet az 1851-es londoni világkiállításon (Great Exhibition) is bemutatták.
Az első ópiumháború (1839–1842) idején Thoms rövid időre visszatérhetett Kínába, 1841-ben Hugh Gough tolmácsaként teljesített szolgálatot Kantonban.

## Főbb művei
- Chinese courtship. In verse. To which is added, an appendix, treating of the revenue of China (1824)
- The affectionate pair; or, The history of Sung-kin. A Chinese tale (1820)
- Description of Ancient Chinese Vases; With Inscriptions Illustrative of the History of the Shang Dynasty of Chinese Sorereigns, Who Reigned from about 1756 to 1112 B.C. 1. (1835)
- Description of Ancient Chinese Vases; With Inscriptions Illustrative of the History of the Shang Dynasty of Chinese Sovereigns, Who Reigned from about 1756 to 1112 B.C. 2. (1835)